# Ompolykisfalud

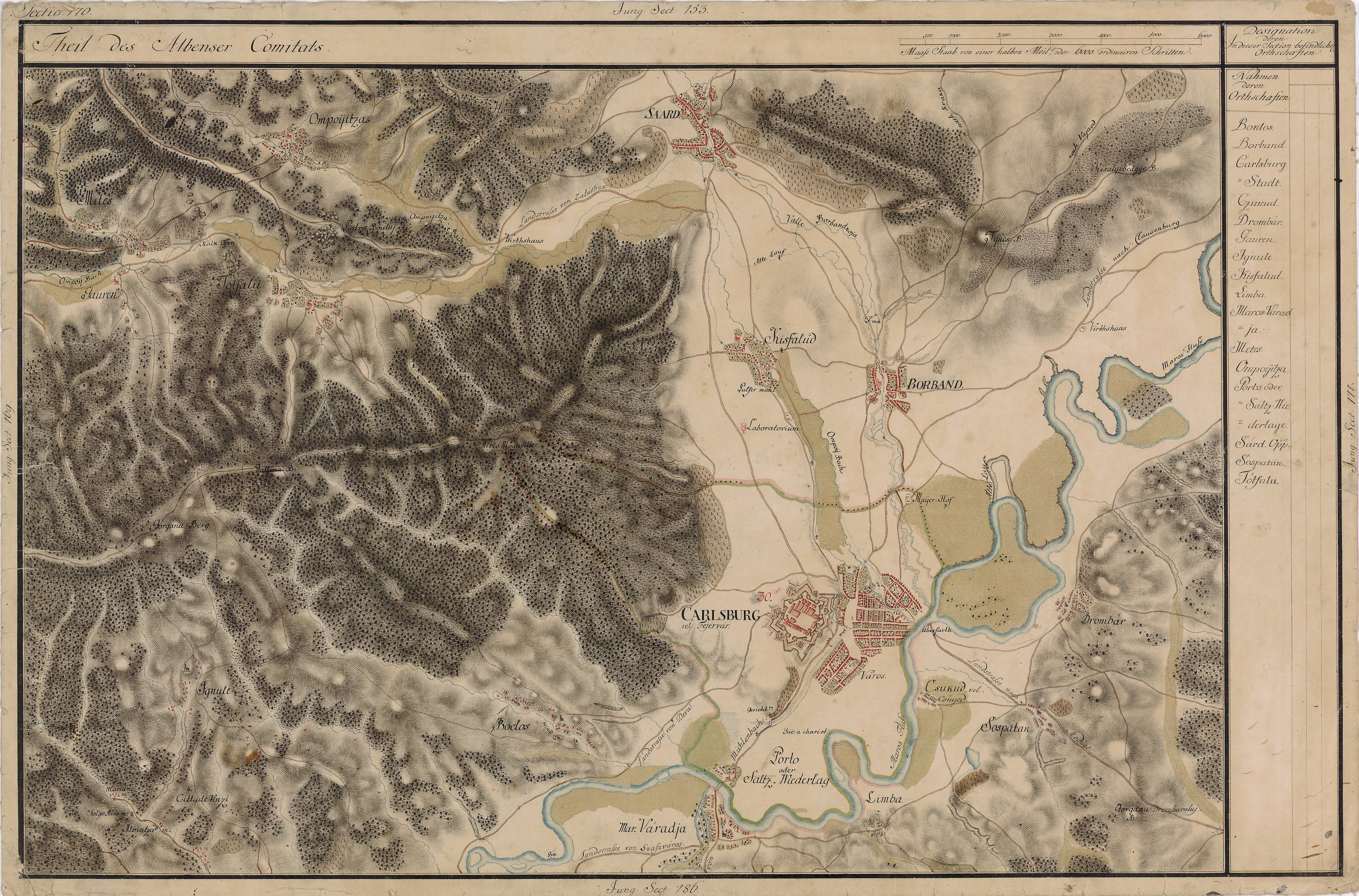
Ompolykisfalud környéke 1770 körül

Ompolykisfalud (románul: Micești, németül: Kleindörfel) falu Romániában, Fehér megyében.

## Fekvése
Gyulafehérvártól északnyugatra fekvő település.

## Története
A falu mellett, a Gyulafehérvár felé vezető úton római kori építmény romjait találták. Az ellenkező irányban egy szintén római földalatti vízvezeték nyomaira bukkantak, a téglákon a XIII. Gem légió pecsétjével. A falu mellett vezetett az Apulumból (Gyulafehérvár) Ampelum felé vezető római út.
Regulustelke (Ompoly) nevét 1265-ben említette először oklevél Regulo archidiacono de Zonuk néven, majd 1288-ban 
magister Regulus canonici Albenses, 1299-ben pedig villa Ompiey, sive Regulusthelk néven volt említve.
1299-ben t. capituli Regulusthelke néven volt említve. Ompolynak nem csupán az Ompoly folyó hegyek közti völgyét, hanem sík partvidékét is nevezték, ahol a gyulafehérvári káptalan birtokolt. Az itt kialakult falut 1288 körül mint káptalani javadalom 
Regulus kanonok birtoka volt, róla nevezték Regulustelkének. (1299-ben már másik két kanonok élvezte a falu malmának jövedelmét.)
1299-ben északi és keleti határát Borbánd metálisában írták le, s ez nagyjából megfelel Ompolykisfalud mai keleti határának.(Gy 2: 181).
1498-ban egy oklevél szerint Borbánd és Kysfalwd határán, az Ompoly folyó mellett 300 holdnyi szántóföld káptalani birtok volt.
Tanárky Sándor (1784. – 1839) királyi őrnagy, hadtörténész az 1800-as évek elején így írt a településen szerzett élményeiről:
Estvére két kocsival Kisfaludra Gróf: Teleky Pálnéhoz érkezénk (...) Kisfaludon az öreg Splényiné, s testvérje Gróf: Telekyné igen szivesen fogadtak. Amaz jó, derék aszszon, ez lelkes, s valódi nagyvilági dáma. (...) Holdvilágon megjártuk a grofné szép kis angol kertjét, mellynek kiességét a szép tájék, s a rajta keresztül vonuló Ompoly ág felette emelik.
További névváltozatai: 1733-ban Kisfalud, 1808-ban Kisfalud h. 1854-ben Kisfalud h., Kisfălău val., 1861-ben Kis-Falud 1888-ban Kis-Falud (Kleindörfel, 1913-ban Ompolykisfalud.

## Népessége
1600-tól görögkeletiek telepedtek meg a református magyarok között. 1850-ben 524 lakosából 504 román, 14 cigány, 3 magyar volt. 2002-ben az 1682 lakosból 1667 volt román. Ugyanebben az évben a lakosság többsége (1553 fő) görögkeleti vallású, 47 pünkösdista, 28 görögkatolikus, 25 baptista, 9 római katolikus volt.